# Мурачёв, Афанасий Герасимович
Афанасий Герасимович Мурачёв (24 октября 1921—12 сентября 2008) — старообрядец часовенного согласия, наставник и видный начётчик старообрядческих общин Нижнего и Среднего Енисея, крестьянский писатель XX века, автор многих религиозных и светских сочинений, часть из них опубликована под псевдонимом Афанасий Герасимов.

## Биография
По последним данным Афанасий Герасимович родился в 24 октября 1921 году в селе Каначак  Турочакского  района Алтайской губернии в верховьях реки Бии (ныне в пределах республики Алтай). Многодетная семья, в которой он родился,  во время гражданской войны не эмигрировала в китайскую провинцию Синцзян, как сделали многие часовенные Алтая, а ушла вглубь тайги.
В 1928 году семья была раскулачена и лишь побег в тайгу спас родителей и самого Афанасия от ареста. Семья Мурачёвых поселяется в Нарымской тайге, в бассейне левых притоков Оби. В начале 1930-х семья Мурачёвых вместе с другими часовенными жили в селе Большие Сушняки:380. В 1940 году Афанасий, вместе с семьёй родителей, переезжает в тайгу в окрестностях Ярцево  Енисейского  района  Красноярского  края. По одним сведениям в 1942 году, по другим — в 1944-м Мурачёв познакомился со старцами знаменитых Дубчесских скитов и просился к ним послушником, но те, боясь обвинений в укрывательстве, приняли только в 1947 году.
В скиту Афанасий активно занимался самообразованием, и он всегда уходил последним от читального стола. Настоятель скита, отец Симеон, видя неуёмную тягу нового послушника к чтению, слегка его журил: «Ты, Афанасий, братию обидишь, один вечеруешь, братский труд лучину жгёшь». Афанасий отвечал: «Отче, я сам буду для себя лучину готовить». О своём учителе Мурачёв писал: «Я как будто родился и жил в подполье, а он меня вывел на електрический свет. Как я увидел его глубокое знание и начитанность, полностью отдался ему в научение, <…>, а он охотно занимался со мной, смотря на моё кипячее желание. За четыре года при его коленях я успел схватить самое важное и нужное для меня. Я был рад до глубины души, что он так ясно мне раскрыл пророчество о последних временах». А. Г. Мурачёв происходил из семьи старообрядцев, духовно понимающих антихриста, но под влиянием отца Симеона он стал чувственно понимающим: «Он  <Симеон — ВП> мне  раскрыл  все  эти  тайники,  плутовство  и  лукавство,  с  тех  пор  я  стал чувственно  понимающий  о  временах».
28 марта 1951 года в 4 часа дня, как вспоминал Мурачёв, он увидел направляющуюся к скиту «толпу бежащих людей, похожее на татарский набег, с оружием в руках и с криком, друг друга переганяют, один другова подгоняют и от радости вскрикивают». Это был отряд МГБ, направленный для разгрома Дубчесских скитов. Старцев пытали, чтобы узнать местоположение других окрестных скитов, около 500 книг было сожжено. Старцы и послушники спасли единственную книгу — первый том «Урало-сибирского патерика» — их собственную историю, написанную в XX веке по настоянию отца Симеона.
Задержанных сплавляли на плотах к Дубчесу, и при первой же остановке Мурачёву удалось бежать: «Берег к соныцу, снегу не было, в лесу метров 6–7 была грядка снегу, а далее косогор весь был голый, покрытый лесом, и он меня взял в свои обятия. Чрез мало минут я был на верху горы с километр, только тогда похватался отряд, что Афанасий исчез: ухали, кричали во весь дух: Афанасий! Афанасий! А до меня только чуть доносилось, как волчей вой».
После побега Афанасий опять скитался в тайге, но вскоре был принят в скит отца Ефрема в Кемеровской области. Вместе со своим новым наставником Мурачёв совершал поездки по Уралу, помогал отцу Ефрему в поисках древних книг. Однажды в Абакане его задержала милиция из-за того, что у него не было никаких документов. Десять дней его держали в камере, но в конец концов  отпустили, выдав справку для устройства на жительство. А ещё через некоторое время в одном из енисейских посёлков ему выдали и паспорт.
А. Г. Мурачёв стал наставником в одной из старообрядческих деревень на притоке Малого Каса.  Позднее был духовником многих соборных в селах Индыгино, Ворогово, Никулино, Шадрино, Андрюшкино и Сандакчеса Красноярского края. В этих сёлах он жил месяцами, обучал молодёжь чтению священных книг и пению, наставлял в ведении службы; до сих  пор  службы  ведут  по  тетрадям  и  рукописным  требникам,  написанным  по  его  наставлению. Обучал  он  и  сохранению  старопечатных  и  рукописных  книг: копированию  и  переплетному  делу, предоставляя  древнерусские  образцы  и  прориси. На протяжении многих лет Мурачёв переписывал и переплетал книги в кожу, которую самостоятельно выделывал для этой цели. Ему был известен рецепт обработки бересты для письма.
Одну из строк его знаменитой берестяной книги «Стихосложение» (1991 года создания) — «меня плотьские страсти услаждают» — комментаторы объясняют тем, что «автор после восстановления разоренной обители не вернулся обратно, выбрав путь супружества».
Исследователи считают, что именно А. Г. Мурачёв способствовал возобновлению обучения старообрядческой молодежи Среднего и Нижнего Енисея музыкальной крюковой грамоте.
Последние годы жил в деревне Безымянка  Енисейского  района  Красноярского края на реке Безымянка, притоке  р. Малого Каса. Похоронен в селе Индыгино (Захребетном) Туруханского района Красноярского  края.

## Семья
В 1973 году был обвенчан с Киршиной Евдокией Ивановной, 1932 г. р. (умерла 01.06.2015 г.). Детей от этого брака не было. Совместно прожили 18 лет, последние годы жизни жили раздельно.

## О литературном творчестве Мурачёва

Берестяная книга «Стихосложение» А. Г. Мурачёва, 1991

В многолетней полемике часовенных старообрядцев о природе Антихриста, когда одни считали её духовной  (иносказательной, сокровенной), а другие — чувственной (то есть буквальной, данной нам в чувствах). Мурачёв вслед за своим наставником о. Симеоном принадлежал к чувственникам и выделялся среди них остротой своих сочинений.
В 1991 году в журнале «Новый мир» Н. Н. Покровский опубликовал под псевдонимом Афанасий Герасимов рассказ А. Г. Мурачёва о разгроме Дубчесских скитов в 1951 году.
А. Г. Мурачёва считают важным автором эсхатологических произведений. В его назидательных, религиозных и полемических текстах отражено отношение часовенных ко многим важным социальным вопросам, таким как пенсионное обеспечение, декретные дотации матерям и многое другое.
По мнению Н. Д. Зольниковой, унаследовав от средневековья подозрительное отношение к науке, современные писатели-старообрядцы, и в частности А. Г. Мурачёв, неожиданно попали в «главную болевую точку постиндустриальной цивилизации: глобальное разрушительное влияние на всю земную экосистему неконтролируемого развития науки и техники».
По мнению исследователя старообрядчества Д. Рыговского, А. Мурачёв — единственный пример попытки остановить распространение конспирологических теорий среди одноверцев. В частности, он писал: «В 1995 г. у нас християнство опять сколыхнулось. Началось со скитов, как появился штрих-код в торговле, а его баптисты и другие еретики стали называть начертанием, о котором пишет Апокалипсис. И вот пошли еретические статьи в газетах и журналах, совершенно несогласно с Божественным Писанием ихнее мудрование. Но скитяне по своей безграмотности уверовали в это еретическое учение и стали внушать людем фантастическую близость, кончину века». Несмотря на огромное уважение к Мурачёву, знавшие его единоверцы на Енисее до сих пор ему ставят в вину, что он «не завинял штрих-код».

## Произведения
- Краткое выяснение о временах из апокалипсических знамений, 1963
- О временах, 1969-1970
- Толкование на Апокалипсис, 1970
- Пример к лжедуховномудреникам, 1977
- Об останке Израилевом, 1982
- Наука и Техника – природе убийца 1983
- Пред атомные предвестия 1984
- Благовещение пресвятыя Богородицы и Рождество Христово, 1990
- Стихосложения (Берестяная книга), 1990 / Подгот. к печати, вступ. ст. и коммент. Н. Н. Покровского, Л. В. Титовой // Живая старина. 1995. No 1. С. 28-41
- Афанасий  Герасимов.  Повесть  о  Дубчесских  скитах,  1990 / Вступ.  ст.  и  подгот.,  публ.  Н. Н. Покровского // Новый мир. 1991. No 9. С. 91-103.
- О конце света, 1994
- О начертании, 1990-е гг (до 1997 г.)
- Повесть о Марфе и Марии (о любви Божии), 1990-е гг
- Периодическая таблица Апокалипсиса, 1999
- Плач Пресвятыя Богородицы у Креста Господня, 2001
- Сказание об иконе Божьей Матери Римской. Откуда началось иконное изображение и их почитание, 2004
- Моя жизнь [автобиография], 2000-е гг.
- Письма к разным лицам и прочие рукописи для сохранения христианской жизни